# Geheimkommando Afrika
Geheimkommando Afrika ist ein US-amerikanischer Abenteuerfilm aus dem Jahr 1953 von Lesley Selander mit Louis Hayward in der Hauptrolle, der auch als ausführender Produzent beteiligt war.

## Handlung
An der ostafrikanischen Küste werden 1914 mit dem Einverständnis des Offiziers Eakins Maschinengewehre von der HMS Marlin gestohlen. Der Zweite Offizier Lieutenant Denham meldet sich freiwillig, um die Waffen zu finden, bevor sie in die Hände der Deutschen fallen. Als Jäger getarnt, nimmt Denham den Namen Shelton an und reist nach Mombasa. In einem Hotel, das von dem Engländer Bill Cunningham und seiner Tochter Jennifer geführt wird, trifft Denham auf Lieutenant Saxon, ein Mitglied des King’s African Rifles, der eine Affäre mit Karen Van Stede, der Frau des holländischen Arztes Dr. Van Stede, hat. Als Dr. Van Stede kommt, um seine Frau abzuholen, wird Saxon verbal beleidigend, bis Corporal John, ein afrikanisches Mitglied des Corps, ihn abholt und sagt, dass alle Urlaube gestrichen wurden. Später am Abend betritt Denham, der dem Arzt gegenüber misstrauisch ist, dessen Keller, wird jedoch von Van Stede unterbrochen, bevor er eine der gestohlenen Waffen finden kann. Obwohl Van Stede weiß, dass Denham ihn verdächtigt, lässt er ihn gehen, als Karen klagend nach ihm ruft.
Am nächsten Tag treffen Denham und seine einheimischen Träger am Handelsposten Nr. 2 ein, der ebenfalls Cunningham gehört. Denham wird darauf hingewiesen, dass die Jagd in der Nähe des Postens nicht mehr erlaubt ist, aber er gibt vor, nicht darauf zu achten. Denham enthüllt Colonel Burke seine wahre Identität und weist ihn an, alle Fracht, die durch das Gebiet transportiert wird, durchsuchen zu lassen. In dieser Nacht entschuldigt sich Saxon bei Denham für sein übermäßiges Trinken. Als Denham seinen Verdacht gegenüber Van Stede und seiner Frau äußert, eilt Saxon ihr sofort zu Hilfe. Am nächsten Tag gehen Denham, Saxon und Corporal John in den Dschungel, um nach Fracht zu suchen, die den Handelsposten Nr. 2 verlassen hat. Als die Händler die Männer näher kommen hören, verstecken sie die verdächtige Fracht schnell, so dass die eintreffenden Soldaten die Waffen nicht finden können. Denham gibt vor, er sei nur „zum Spaß“ mitgekommen. Nachdem sie gegangen sind, stellt sich heraus, dass einer der Händler, der sich versteckt hatte, der Offizier Eakins ist.
Einige Zeit später beobachtet Denham in Mombasa, wie Saxon das Haus der Van Stedes verlässt, und stellt ihn zur Rede. Er beschuldigt Saxon, sich wegen einer Frau lächerlich gemacht zu haben, und verhaftet ihn, weil er seinen Posten verlassen hat. Es kommt zu Handgreiflichkeiten zwischen Saxon und Denham, die Corporal John unterbinden kann. Als Denham das Haus betritt, entdeckt er Karens Leiche. Corporal John und Saxon enthüllen, dass sie eine Herzkrankheit gehabt hatte und dass Van Stede und Saxon beide versucht hatten, die Frau zu beschützen, die sie liebten. Denham entschuldigt sich bei Saxon und sie gehen. Ein paar Minuten später brechen die Händler, angeführt von Cunningham, in Van Stedes Keller ein, um die Waffen zu holen. Van Stede wartet auf sie und droht, die örtlichen Behörden zu informieren. Van Stede, der von Cunningham erpresst wurde, weil er einen gefälschten Pass hat, sagt, dass es ihm jetzt egal sei, da Karen tot sei. Als Van Stede nach oben gehen will, tötet Cunningham ihn und seine Männer nehmen die Kisten mit den Waffen. Später sagt Cunningham Jennifer, dass sie sofort in das nahe gelegene Dorf Uatti aufbrechen müssen, weil es bald einen deutschen Angriff geben wird. Sie will nicht gehen, aber er besteht darauf.
Im Handelsposten Nr. 2 erfährt Jennifer die Wahrheit über ihren Vater, aber er erpresst sie, mit ihm weiterzumachen, indem er sagt, dass die Engländer annehmen würden, dass sie über die Waffen Bescheid wüsste. Er sagt ihr auch, dass er einem Land gegenüber keine Loyalität empfindet, in dem er in Armut aufgewachsen ist. Am nächsten Tag wird Cunningham von Soldaten angehalten, die verlangen, seine Fracht zu durchsuchen. Er stimmt widerstrebend zu, aber als die Soldaten mit ihrer Inspektion beginnen, werden sie von Cunninghams Männern getötet. Kurze Zeit später, als Denham, Saxon und Corporal John zum Handelsposten zurückkehren, erkennen sie, dass dieser verlassen ist. Sie folgen einer Spur, die sie zu den getöteten Soldaten führt. Denham fordert Saxon auf, schnell zum Posten zurückzukehren und Colonel Burke und so viele Truppen wie möglich herbeizurufen. Denham und Corporal John folgen Cunninghams Spuren. Corporal John enthüllt, dass er aus dem friedlichen Dorf Uatti stammt, das aber zweifellos von den Deutschen ausgetrickst wurde.
In dieser Nacht schleicht sich Jennifer aus dem Lager ihres Vaters und kehrt auf die Spur zurück. Früh am nächsten Morgen trifft sie auf Denham und Corporal John, die drei folgen gemeinsam Cunninghams Spur. In seinem Lager stellt Cunningham ein Maschinengewehr auf, als einer seiner Männer ein Geräusch hört. Die Schützen, die nicht wissen, wie viele Leute angreifen, beginnen blindlings die Außenbereiche mit Maschinengewehrfeuer zu belegen. Zwei von Cuninghams Männern werden von Denham getötet, woraufhin Cunningham und die anderen das Gewehr auseinandernehmen und sich in Richtung des Dorfes begeben. Dort stellen die Deutschen mit Hilfe der Eingeborenen die Gewehre auf. In diesem Moment treffen die britischen Truppen ein und es kommt zu einem Gefecht. Die Briten sind siegreich, was zum Teil Saxon zu verdanken ist, der, obwohl verwundet, erfolgreich eine Granate auf eines der Maschinengewehre wirft.
Als der Kampf endet, schleicht sich Cunningham davon. Mit Corporal John als Übersetzer versichert der Colonel dem Uatti-Häuptling, dass er von den Briten nichts zu befürchten habe. Der Häuptling entschuldigt sich dafür, den Deutschen vertraut zu haben. Als Denham merkt, dass Cunningham weg ist, bittet er um Erlaubnis, ihn verfolgen zu dürfen. Am Flussufer holt Denham Cunningham schließlich ein, der von Alligatoren getötet wird, als er versucht, wegzuschwimmen. Am Armeestützpunkt verabschieden sich Colonel Burke und Saxon von Denham. Als Denham und Jennifer zusammen davonreiten, wünscht Corporal John ihnen viel Glück.

## Hintergrund
Gedreht wurde der Film ab Anfang Mai 1953 im Botanischen Garten von Los Angeles.
Ein kurzes, schriftliches Vorwort legt fest, dass die Geschichte im Frühjahr 1914 beginnt, jedoch verrät die Handlung, dass der Film Tage vor Beginn des Ersten Weltkriegs im August 1914 spielt.
Laut einer Pressemeldung war der Film die erste Produktion von AFA, Inc. (auch bekannt als Associated Film Artists, Inc.), einer Firma im Besitz des Schauspielers Louis Hayward. In der Nachricht hieß es weiter, dass es auch der erste Film im Rahmen von Haywards neuem Vertrag mit Allied Artists war, mit denen er zwei Filme pro Jahr produzieren und darin die Hauptrolle spielen würde. Es wurden keine weiteren Filme von AFA, Inc. gedreht, und Hayward drehte keine weiteren Filme für Allied Artists.
Robert Priestley war für das Szenenbild zuständig.

## Veröffentlichung
Die Premiere des Films fand am 27. September 1953 statt. In der Bundesrepublik Deutschland kam er am 1. März 1957 in die Kinos.

## Kritiken
Der Kritiker des TV Guide befand, der Film leide unter einem Mangel an Handlung zugunsten von Dialogen, trotz Selanders treffender Regie.
Das Lexikon des internationalen Films schrieb: „Haarsträubende Kriegsheldentaten in einem billig hergestellten Actionfilm für bescheidene Unterhaltungsansprüche.“
Die Filmzeitschrift Cinema befand: „Hoffnungslos veraltetes Kriegsabenteuer.“